# Động đất Arequipa 2024
Động đất Arequipa 2024 (tiếng Tây Ban Nha: Terremoto de Arequipa de 2024) là trận động đất xảy ra vào lúc 00:36 (UTC−05:00), ngày 28 tháng 6 năm 2024. Trận động đất có cường độ 7,2 Mw, tâm chấn độ sâu khoảng 28 km. Không có cảnh báo sóng thần sau trận động đất. Trận động đất đã làm 23 người bị thương.